# Martín Zurbano
 (décembre 2022).
Martín Zurbano, né dans la partie méridionale de l'Aragon le 29 février 1788 et mort le 21 janvier 1845, est un général espagnol.

## Biographie
Il descend d'une lignée de laboureurs. 
Lorsque l'Espagne fut envahie en 1808 par les armées françaises, il saisit les armes, se mit à la tête d'une guérilla, se distingua par son courage et son habileté comme partisan, et lutta avec énergie tant que dura la guerre. 
Il rentra ensuite dans l'obscurité, et dégoûté du travail manuel, il chercha, dit-on, des ressources dans la contrebande, profession qui avait bien quelque analogie avec celle du guérillero. La mort de Ferdinand VII déchaîna en Espagne le démon des discordes civiles. Zurbano saisit cette occasion pour se montrer il alla offrir ses services à la reine Christine, chargée de la régence, au milieu des circonstances les plus difficiles. Il fut placé à la tête d'un corps franc destiné à agir contre les carlistes dans les provinces basques. 
On sait que les corps de ce genre sont en général fort peu disciplinés ; Zurbano sut maintenir le sien dans les limites de l'obéissance passive ; il atteignit ce but grâce à son inflexible sévérité ; il faisait impitoyablement fusiller ceux de ses soldats qui violaient les règlements qu'il avait dressés ; il mettait à mort, avec la même indifférence, les prisonniers. Infatigable et audacieux, il excellait dans les surprises, les coups de main, les embuscades ; les marches forcées qu'il faisait faire à sa troupe tenaient du prodige ; il tombait brusquement à l'endroit où il était le moins attendu, frappait un coup vigoureux et disparaissait. Conservant les habitudes d'un vieux guérillero, il ne voulut jamais revêtir d'uniforme, et il se livrait à bien des singularités qui plaisaient d'ailleurs à ses  compagnons d'armes. Il contribua d'une façon importante à abattre la cause de don Carlos, et après la fin de la guerre il fut élevé au grade de général. 
Lorsque Espartero eut le pouvoir, Zurbano se constitua un de ses plus dévoués partisans et réprima avec sa rigueur accoutumée les soulèvements qui éclataient sur divers points. Une insurrection ayant eu lieu à Barcelone, où le parti républicain s'était joint aux carlistes, Zurbano fut envoyé pour la dompter, mais il trouva une résistance si opiniâtre qu'il fut obligé de reculer. Ramón Narváez et d'autres personnages influents s'étant levés contre Espartero, Zurbano chercha à manœuvrer pour les combattre mais, abandonné de ses soldats, il fut obligé de s'enfuir dans les montagnes de l'Aragon. La tranquillité paraissait rétablie dans la Péninsule, lorsque l'incorrigible partisan voulut derechef tenter une prise d'armes. Au mois de novembre il se montra dans la province de Rioja à la tête d'une guérilla qu'il avait formée en réunissant ces mécontents toujours épris du désordre et des aventures qui ont fait tant de mal à l'Espagne ; mais il n'avait aucun appui dans la masse de la population fatiguée et épuisée ; sa bande fut promptement dispersée, ses deux fils qu'il avait associés à sa fortune, furent pris et fusillés : Zurbano trouva un asile chez un parent qui, effrayé des peines auxquelles il s'exposait, le dénonça ; saisi à l'improviste, le général fut passé par les armes le 19 janvier 1845, victime du système de répression impitoyable qu'il avait toujours mis en pratique.

## Source
« Martín Zurbano », dans Louis-Gabriel Michaud, Biographie universelle ancienne et moderne : histoire par ordre alphabétique de la vie publique et privée de tous les hommes avec la collaboration de plus de 300 savants et littérateurs français ou étrangers, 2e édition, 1843-1865 [détail de l’édition]